# Сила (горное плато)
Сила (итал. Sila, от лат. sylva — лес) — горное плато, расположенное на юге Италии, в центральной части региона Калабрия. Занимает площадь более 2000 км². Сила подразделяется на три части, с севера на юг — Сила-Грека (Sila Greca), Сила-Гранде (Sila Grande) и Сила-Пиккола (Sila Piccola).
Средняя высота плато 1300 метров, а самими высокими точками Сила являются вершины Ботте-Донато (1928 м), находящаяся в Сила-Гранде, и Гарильоне (ит., 1764 м), в Сила-Пиккола.
В Сила расположен Национальный парк Сила, основанный в 2002 году. В него были также включены территории Калабрийского национального парка (ит.), который с тех пор прекратил своё существование.

## Интересный факт
Название «Сила-Грека» («греческая Сила») появилось благодаря исповедующим православие албанским переселенцам, вынужденным в 1448—1470 годах эмигрировать из своей страны вследствие захвата её Турцией, и осевших в Калабрии. Любопытно, что диалект, на котором говорят калабрийские албанцы, относится к разряду лингвистических феноменов — на нём уже давным-давно не говорят в самой Албании.